# Schizanthus hookeri
Schizanthus hookeri är en potatisväxtart som beskrevs av John Gillies och R. Grah. Schizanthus hookeri ingår i släktet fjärilsblomsterssläktet, och familjen potatisväxter. Inga underarter finns listade i Catalogue of Life.